# ОШ „Митрополит Михаило” Сокобања
ОШ „Митрополит Михаило” је једина основна школа на територији општине Сокобања. Налази се у улици Митрополита Михаила 5. Име је добила по Михаилу Јовановићу, митрополиту београдском 1859—1881. и 1889—1898. рођеном у Сокобањи.

## Историјат
Основна школа је основана Одлуком Народног одбора среза Сокобањског 11. децембра 1978. године под називом „Димитрије Драговић”, а 1. септембра 2003. је преименована у „Митрополит Михаило”. Представља матичну школу са издвојеним осморазредним одељењима у Мужинцу и Врелу и четвороразредним издвојеним одељењима у Реснику, Поружници, Врбовцу, Рујевици, Трубаревцу, Јошаници, Жучковцу, Врмџи, Трговишту, Шарбановцу, Николинцу, Блендији, Дугом Пољу, Богдинцу, Сесалцу, Милушинцу, Читлуку, Језеру, Белом Потоку и једним комбинованим одељењем у матичној школи за децу лако ометену у развоју. Својом мрежом покрива сва насељена места у општини Сокобања сем насеља Церовица, Левовик, Раденковац и Ново Село. Наставу од првог до трећег разреда реализују у згради која је саграђена 1894. године, а од четвртог до осмог у школи изграђеној 1963. Школе у Рујевици, Језеру, Врелу и Врбовцу су изграђене од 1980. до 2001, у Реснику 1898, у Поружници, Трубаревцу, Јошаници, Жучковцу, Врмџи, Трговишту, Мужинцу, Шарбановцу, Блендији, Николинцу, Дугом Пољу, Читлуку, Милушинцу, Сесалцу, Богдинцу и Белом Потоку од 1950. до 1965. године. Министар просвете, науке и технолошког развоја Младен Шарчевић је посетио школу 16. јануара 2018. са члановима свог кабинета што је прва званична протоколарна посета министра просвете школи за 183 године постојања. Године 2019. су увели електронске уџбенике, таблете и беле интерактивне табле у наставу као и комплетно електронско вођење педагошке документације. Школска библиотека се налази у приземљу старе школе, садржи литературу за децу и одрасле, лектире, белетристику и енциклопедије. Фонд књига броји 17.000 наслова, библиотека поседује интерактивну таблу и компјутер који је доступан ученицима. У оквиру библиотеке се налази и читаоница са тридесет места. У току године одржавају културне догађаје, књижевне вечери, приредбе и ученичке радионице.

## Догађаји
Догађаји основне школе „Митрополит Михаило”:
- Дан школе 14. октобра[1]
- Дан пешачења[4]
- Дан планете Земље[5]
- Дечија недеља[6]
- Акција „Очистимо Србију”[7]
- Акција „Батерију дај и рециклирај”[8]
- Акција „Књига за књигу”[5]
- Школска слава Свети Сава[9]
- Дан борбе против вршњачког насиља[10]
- Недеља школског спорта[4]
- Песталоци[2]
- Књижевно вече са Шекспиром[2]
- Сокобаштина[2]